# Abadia de Averbode

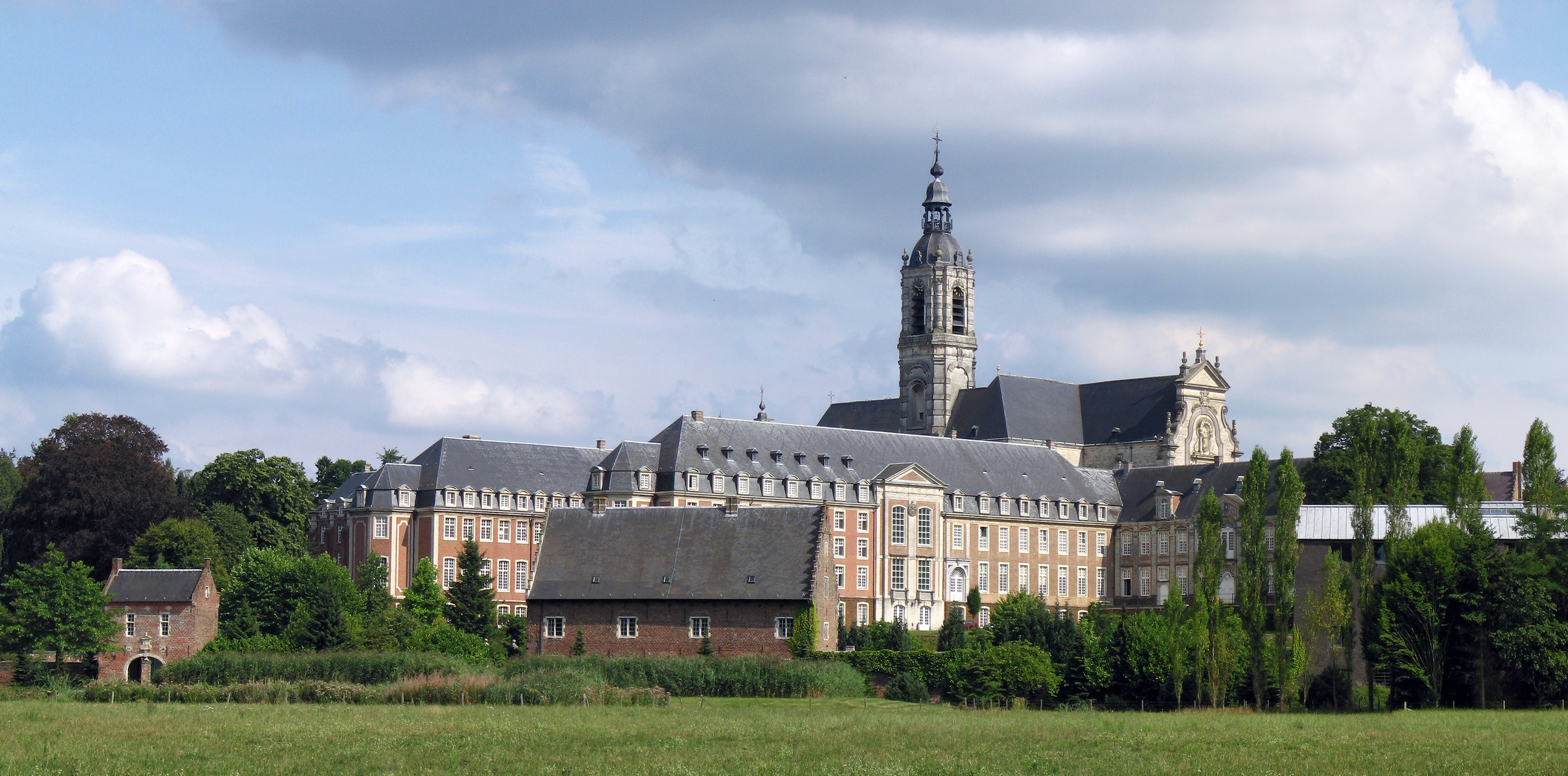
Abadia de Averbode

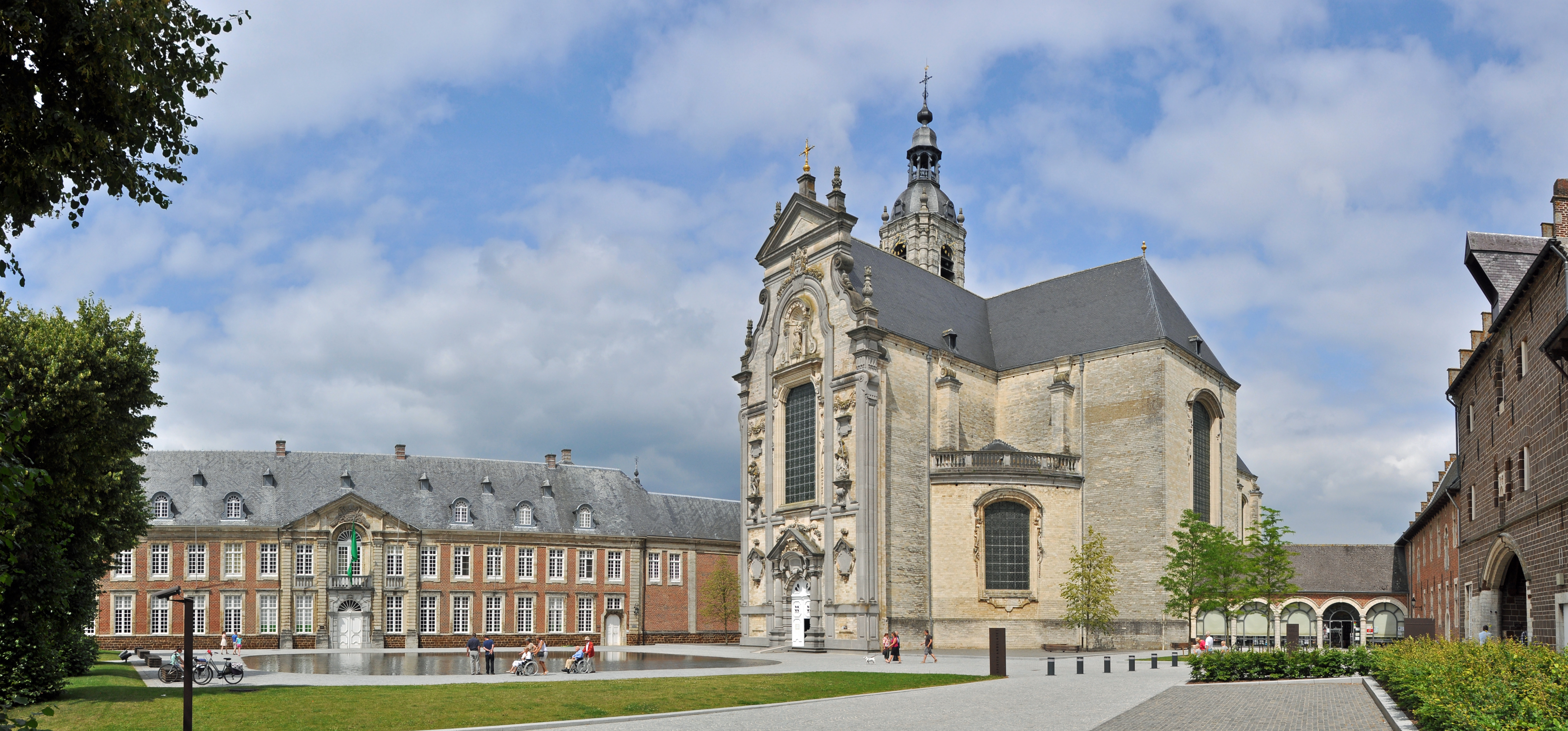
Abadia de Averbode: a casa do abade (esquerda) e a igreja (centro)

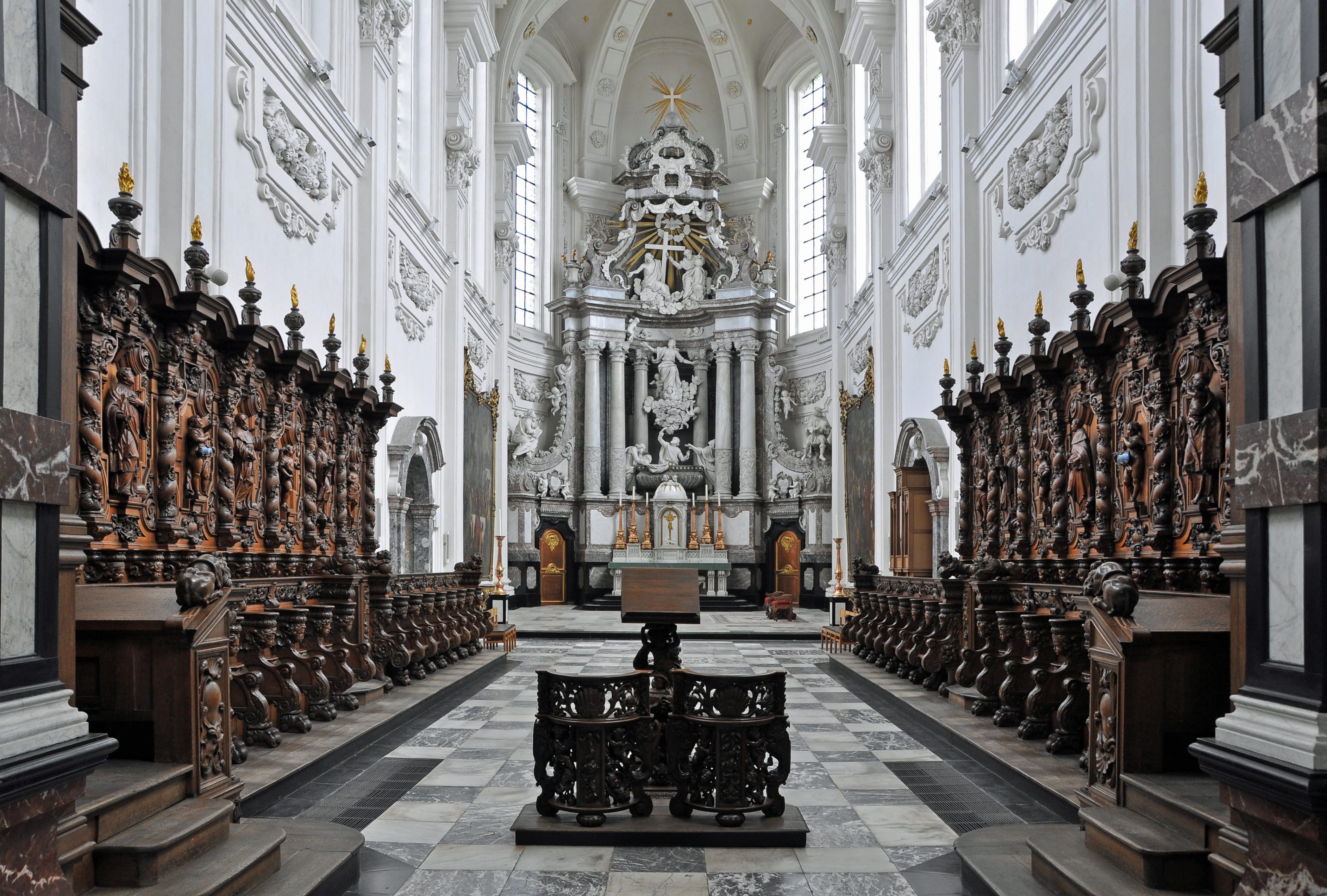
Interior da igreja

Averbode Abbey é uma abadia Premonstratense situada em Averbode, no município Scherpenheuvel-Zichem ( Flemish Brabant ), na arquidiocese de Malines-Bruxelas na Bélgica . Foi fundada por volta de 1134, suprimida em 1797 e restabelecida em 1834. Ao longo do século XX, a imprensa da abadia foi uma das principais editoras infantis na Bélgica.

## Prelados e Abades Mitred
1. Andreas, died 1166.[6]
2. Stephanus
3. Sibertus
4. Alexander
5. Aegeric
6. Godfried
7. Boudewijn
8. Robertus
9. John of Bossut.
10. Walthery of Wesemael.
11. Godfried of Tesselt.
12. John of Tieldonck.
13. Otto of Louvain.
14. John of Rotselaer.
15. John of Louvain.
16. Reinout of Aerschot.
17. Arnold of Venlo.
18. Henry of Winxele.
19. Arnold of Thulden.
20. John Vucht.
21. Daniel Laekmans.
22. Joannes Boudewijns, first Mitred prelate of Averbode, by pontifical right of Nicolas V, died in 1460.
23. Arnold van den Valgaet
24. Bartholomew van den Valgaet.
25. Gerald van der Schaeft.
26. Paul Gielemans.
27. Hyroniemus Fabry.
28. Matthew Foullon.
29. Egide Heiyns
30. Arnold van der Heiyden
31. Matthew Valentyns.
32. Niclaas Ambrosy
33. Servaas Vaes.
34. Stephen vander Steghen.
35. Frederic van Panhuysen.
36. Simon Brauxman.
37. Ghijsbert Halloint.
38. Adriaan Salle.
39. Mauritius Verboven.
40. Gregorius Thiels.

### Abades desde a Revolução Francesa
1. Gregorius Thiels.
2. Norbertus Dierckx.
3. Sulptitius de Sespes.
4. Frederic Mahieu.
5. Leopold Nelo, primeiro abade de Averbode.
6. Gummarus Crets (1887 a 1942), abade geral, prelado papal.
7. Emmanuel Gisquière
8. Koenraad Stappers
9. Ulrik Geniets
10. Jos Wouters